# Талдом-Савёловский
Та́лдом-Савёловский — железнодорожная станция Савёловского направления Московской железной дороги в городе Талдом Московской области. Входит в Московско-Смоленский центр организации работы железнодорожных станций ДЦС-3 Московской дирекции управления движением. По основному характеру работы является промежуточной, по объёму работы отнесена к 4 классу.
Открыта при строительстве железной дороги в 1901 году. Последняя станция Московской железной дороги и последняя станция в Московской области на этом направлении.
На станции останавливаются электропоезда маршрута Москва — Савёлово. Конечная остановка для трёх пар электропоездов: одной ежедневно, одной по будням и одной по выходным. В пригородных расписаниях и на схемах название станции сокращается до одного слова Талдом.
У железнодорожной станции расположена автостанция.
От станции отходит промышленная ветка в посёлок Северный.